# Frutten-Gießelsdorf
Frutten-Gießelsdorf là một đô thị thuộc huyện Feldbach trong bang Steiermark, nước Áo. Đô thị Frutten-Gießelsdorf có diện tích 10,88 km², dân số cuối năm 2005 là 335 người.